# 希丹·彭尼蒂亞
海蒂·萊絲莉·潘妮迪亞（英語：Hayden Lesley Panettiere，1989年8月21日—）為美國著名影星，出生於美國紐約。2005年因為在電視劇《英雄》中扮演主角克萊爾·班尼特（Claire Bennet）迅速走紅，希丹曾被2007年5月的美國《人物》雜誌選為全球100位最美麗的人之一，也曾參與皮克斯的動畫電影《蟲蟲危機》的配音演出。

## 早年生涯
海蒂·潘妮迪亞出生并成长于纽约州罗克兰县的帕丽塞得村。她的母亲名叫萊斯莉·R·沃格爾（Lesley R. Vogel），曾担任过肥皂剧演员。她的父亲名叫艾倫·L·「斯基普」·潘妮蒂爾（Alan L. "Skip" Panettiere），是消防队的中尉。她还有一个弟弟傑森·潘妮迪亞（Jasen Panettiere， 1994－2023），同样从事演艺事业。他於2023年因心臟肥大和主动脉瓣問題而於2023年2月19日離世，終年28歲。
海蒂.潘妮迪亞曾经在纽约州橘镇中学（Orangetown Middle School）求学。不过，七年级之后，她就在家中受教育了。高中毕业后，为了演艺事业，她没有继续深造。然而，她曾表示过“希望能够继续读书”。

## 参与动物保护
2007年海蒂·潘妮迪亞前往日本參加了一個反對獵殺鯨豚的活動，與動物保育人士穿著緊身泳衣，在海中使用衝浪板抗議日本漁民獵殺鯨豚的殘忍行為。上岸後，海蒂·潘妮迪亞表示：「那些小海豚看著我們，當一想到牠們馬上就會被殺死我就會非常難過。」但不僅活動失敗，有传言说日本政府也下達了对她的拘捕令。（后来，日本当局否定了这道命令的存在。）但海蒂从未放弃保護鯨豚的努力，如她曾在2007年於華盛頓的地球展望高峰會上講述自己保護海豚的經過，接受《人物》雜誌的專訪表示：「人們喜歡看到好萊塢年輕女性被逮，我們也沒有理由再去日本，我們當時也不知道會發生什麼，但是如果被逮捕我也不介意。」

## 作品表

### 電影
1. 驚聲尖叫４ （Scream 4 2011）
2. 交換學生阿曼達 Amanda Knox: Murder on Trial in Italy（2011）
3. 血色海灣 The Cove （2009）
4. 辣妹我愛你 I Love You, Beth Cooper （2009）
5. 花園裡的螢火蟲 Fireflies in the Garden （2008）
6. 魅力四射3 Bring It On: All or Nothing （2006）
7. 千面媽咪Lies my mother told me (2005)
8. 冰公主 Ice Princess （2005）
9. 流行教母 Raising Helen （2004）
10. 亂世美人 The Affair of the Necklace （2001）
11. 叫我第一名 Joe Somebody （2001）
12. 偉大的蘇珊 Isn't She Great （2000）
13. 丹佐華盛頓之衝鋒陷陣 Remember the Titans （2000）
14. 恐龍 Dinosaur （2000）
15. 蟲蟲危機 A Bug's Life （1999）
16. 欲擒故縱 Object Of My Affection （1998）

### 電視劇
1. 艾莉的異想世界（第101－112集）
2. 超異能英雄（2006-2010），於劇中飾演擁有自癒能力的克萊爾·班奈特（Claire Bennet）。該片播出至第四季，疑似製作成本過高、收視下降及增加其他劇集的製作預算，正式宣佈取消超異能英雄一劇。
3. 音樂之鄉（2012），於劇中飾演茱麗葉·伯納斯（Juliette Barnes）。

## 遊戲
1. 直到黎明（2015）

## 發行歌曲
單曲
- 2006: "Your New Girlfriend"
- 2007: "Go To Girl"

專輯
1. Fallen Love

- "Your New Girlfriend"
- "Go To Girl"
- "The New Girl"
- "Better Be Good"
- "Everything You're Not"
- "You'll Never Know"
- "Try"
- "Night Out"
- "Fantasy"
- "Someone Like You"
- "Never Forgot"
- "Fallen Love"
- "I Still Believe"

## 外部連結
- Hayden Panettiere's Official MySpace （页面存档备份，存于）
- 希丹·彭尼蒂亞在互联网电影资料库（IMDb）上的資料（英文）